# Internationale Filmfestspiele Berlin 1999
Die 49. Internationalen Filmfestspiele Berlin fanden vom 10. Februar bis zum 21. Februar 1999 statt.
Die Berlinale 1999 fand zum letzten Mal im Festivalzentrum rund um den Kurfürstendamm statt. Ein letztes Mal war der Zoo-Palast Premierenkino für die Wettbewerbsfilme. Zum ersten Mal in der Geschichte des Festivals wurde die Berlinale von einem amtierenden Bundeskanzler eröffnet. Gerhard Schröder kam gemeinsam mit dem neuen Beauftragten des Bundes für Kultur und Medien Michael Naumann.

## Sektion Wettbewerb
Folgende Filme stellten sich in diesem Jahr im Programm des offiziellen Wettbewerbs dem Urteil der internationalen Jury:
| Filmtitel                                     | Regisseur            | Produktionsland                                       | Darsteller (Auswahl)                               |
| 39 keihô dai sanjûkyû jô                      | Yoshimitsu Morita    | Japan                                                 |                                                    |
| 8mm                                           | Joel Schumacher      | USA, Deutschland                                      | Nicolas Cage, Joaquin Phoenix                      |
| Aimée & Jaguar*                               | Max Färberböck       | Deutschland                                           | Maria Schrader, Juliane Köhler, Johanna Wokalek    |
| Breakfast of Champions – Frühstück für Helden | Alan Rudolph         | USA                                                   | Bruce Willis, Albert Finney, Nick Nolte            |
| Cookie’s Fortune – Aufruhr in Holly Springs   | Robert Altman        | USA                                                   | Glenn Close, Julianne Moore, Liv Tyler             |
| Emporte-moi – Nimm mich mit                   | Léa Pool             | Schweiz, Kanada, Frankreich                           | Karine Vanasse, Pascale Bussières, Miki Manojlović |
| Es beginnt heute                              | Bertrand Tavernier   | Frankreich                                            | Philippe Torreton                                  |
| eXistenZ                                      | David Cronenberg     | Kanada, Großbritannien, Frankreich                    | Jennifer Jason Leigh, Jude Law, Ian Holm           |
| Die Farbe der Lüge                            | Claude Chabrol       | Frankreich                                            | Sandrine Bonnaire, Jacques Gamblin                 |
| Glória                                        | Manuela Viegas       | Portugal, Frankreich, Spanien                         | Jean-Christophe Bouvet                             |
| The Hi-Lo Country                             | Stephen Frears       | USA, Großbritannien, Deutschland                      | Billy Crudup, Woody Harrelson, Patricia Arquette   |
| Karnaval                                      | Thomas Vincent       | Frankreich, Deutschland, Belgien, Schweiz             | Sylvie Testud                                      |
| Kesher Ir                                     | Jonathan Sagall      | Israel                                                |                                                    |
| Krieg im Oberland                             | Francis Reusser      | Schweiz, Frankreich, Belgien                          | Marion Cotillard, Yann Trégouët                    |
| Die Last mit der Lust                         | Manuel Gómez Pereira | Spanien, Frankreich                                   | Victoria Abril, Javier Bardem                      |
| Leben und lieben in L.A.                      | Willard Carroll      | Großbritannien, USA                                   | Angelina Jolie, Dennis Quaid, Madeleine Stowe      |
| Das Mädchen deiner Träume                     | Fernando Trueba      | Spanien                                               | Penélope Cruz, Johannes Silberschneider            |
| Mifune – Dogma III                            | Søren Kragh-Jacobsen | Dänemark, Schweden                                    |                                                    |
| Nachtgestalten                                | Andreas Dresen       | Deutschland                                           | Michael Gwisdek, Dominique Horwitz, Imogen Kogge   |
| Qian yan wan yu                               | Ann Hui              | Hongkong, VR China                                    |                                                    |
| Reise zur Sonne                               | Yeşim Ustaoğlu       | Türkei, Niederlande, Deutschland                      |                                                    |
| Der schmale Grat                              | Terrence Malick      | USA, Kanada                                           | Sean Penn, Adrien Brody, Nick Nolte                |
| Shakespeare in Love                           | John Madden          | USA, Großbritannien                                   | Joseph Fiennes, Geoffrey Rush, Gwyneth Paltrow     |
| Simon Magus                                   | Ben Hopkins          | USA, Großbritannien, Frankreich, Deutschland, Italien | Noah Taylor, Stuart Townsend, Rutger Hauer         |
| Three Seasons                                 | Tony Bui             | Vietnam, USA                                          | Harvey Keitel                                      |

* = Eröffnungsfilm

## Internationale Jury
Präsidentin der diesjährigen Jury war die spanische Schauspielerin Ángela Molina. Unter ihrer Führung wählten folgende Jurymitglieder die Preisträger aus: Ken Adam, Paulo Branco, Assi Dayan,  Pierre-Henri Deleau, Katja von Garnier, Hellmuth Karasek, Jeroen Krabbé, Michelle Yeoh.

## Preisträger
- Goldener Bär: Der Goldene Bär bekam in diesem Jahr Terrence Malick für seinen Film Der schmale Grat.
- Silberne Bären wurden in folgenden Kategorien vergeben:
  - Beste Regie: Stephen Frears
  - Beste Schauspielerin: Juliane Köhler und Maria Schrader für ihre gemeinsame Leistung in Aimée & Jaguar
  - Bester Schauspieler: Michael Gwisdek für seine Arbeit im Film Nachtgestalten
  - Spezialpreis der Jury: für den dänischen Regisseur Søren Kragh-Jacobsen
  - Für eine außergewöhnliche künstlerische Einzelleistung: Tom Stoppard für das Drehbuch zu Shakespeare in Love
  - Für eine außergewöhnliche künstlerische Leistung: David Cronenberg

## Sektion Panorama
Der Film Solas von Benito Zambrano wurde mit dem Publikumspreis ausgezeichnet. Einen „Teddy Award“ erhielt der Film Raus aus Åmål (Fucking Åmål) von Lukas Moodysson. Weitere herausragende Filme im Panoramaprogramm 1999: The War Zone von Tim Roth, Lola und Bilidikid von E. Kutluğ Ataman und Little Voice von Mark Herman.

## Goldener Ehrenbär
Einen Goldenen Ehrenbären für ihr Lebenswerk erhielt die US-amerikanische Schauspielerin Shirley MacLaine. Ihr zu Ehren zeigte das Festival eine Retrospektive ihrer besten Filme.

## Weitere Preisträger
- Panorama-Publikumspreis: Solas von Benito Zambrano
- Gläserner Bär: The Tic Code von Gary Winick
- Alfred-Bauer-Preis: Karnaval von Thomas Vincent
- Der Blaue Engel: Reise zur Sonne von Yeşim Ustaoğlu
- FIPRESCI-Preis (Wettbewerb): Es beginnt heute von Bertrand Tavernier
- FIPRESCI-Preis (Forum): Dealer von Thomas Arslan
- FIPRESCI-Preis (Panorama): Ah Haru von Shinji Sômai
- Preis der Ökumenischen Jury (Wettbewerb): Es beginnt heute von Bertrand Tavernier
- Preis der Ökumenischen Jury (Forum): Dealer von Thomas Arslan
- Preis der Ökumenischen Jury (Panorama): Tala med mig systrar von Maj Wechselmann
- Caligari-Filmpreis (Forum): Viehjud Levi von Didi Danquart
- Wolfgang-Staudte-Preis: The Cruise von Bennett Miller